# Глебко, Сергей Александрович
Серге́й Алекса́ндрович Глебко́ (бел. Сяргей Глябко; род. 23 августа 1992, Минск) — белорусский футболист, полузащитник.

## Карьера

### В клубе
В 2010 году Сергей Глебко был включён в первый состав клуба БАТЭ из Борисова. Молодой полузащитник дебютировал в чемпионате Беларуси 21 ноября 2010 года: он вышел на замену во втором тайме матча БАТЭ — «Шахтёр» (Солигорск). Помимо этого он оказался в заявке на игры Лиги Европы с молдавским «Шерифом» и украинским «Динамо», однако ни в одной из встреч на поле так и не вышел. С того момента ко встречам главной команды Глебко не привлекался.
В феврале 2013 года был отдан в аренду клубу «Слуцк». По окончании сезона 2014 вернулся в БАТЭ, однако в феврале повторно оказался в аренде в «Слуцке». Дебютный для команды сезон в Высшей лиге начинал, выходя на замену, но позднее смог закрепиться в основном составе случчан.
По завершении сезона вернулся в БАТЭ, однако «Слуцк» который намеревался продолжить сотрудничество, в январе 2015 года оформил окончательный переход полузащитника. На протяжении двух лет оставался основным игроком случчан. В декабре 2016 года покинул клуб.
В январе 2017 года подписал контракт с «Городеей». Начинал сезон в качестве основного левого полузащитника, однако в июне стал выходить на замену. В июле 2017 года по соглашению сторон разорвал контракт с «Городеей» и вскоре стал игроком столичного «Торпедо», где закрепился в основном составе.
В январе 2018 года присоединился к словацкому «Партизану» из Бардеёва. В августе вновь стал игроком минского «Торпедо».
В июле 2019 года перешёл в «Гомель», где чередовал выходы в стартовом составе и на замену. В январе 2020 года по окончании контракта покинул клуб. В феврале стал игроком бобруйской «Белшины». Закрепился в качестве одного из основных игроков бобруйчан. В декабре 2020 года покинул команду.
В январе 2021 года подписал контракт со «Слуцком». Дебютировал 14 марта 2021 года против борисовского БАТЭ. Первый гол забил 16 мая 2021 года против «Минска». В январе 2022 года продлил свой контракт с клубом. В январе 2024 года футболист покинул клуб по окончании срока действия контракта.

### В сборной
На Кубке Содружества 2012 был заявлен за молодёжную сборную Беларуси, принял участие в двух матчах: против команд Таджикистана и Литвы.